# Hoàng Văn Thụ, Chương Mỹ
Hoàng Văn Thụ là một xã thuộc huyện Chương Mỹ, thành phố Hà Nội, Việt Nam.
Xã Hoàng Văn Thụ trải dài từ bờ sông Bùi, một nhánh đầu nguồn của dòng sông Đáy đên đường mòn Hồ Chí Minh, cách trung tâm Hà Đông 20 km. Xã Hoàng Văn Thụ có diện tích 12,85 km², dân số năm 2022 là 12.792 người, mật độ dân số đạt 995 người/km². Ranh giới hành chính phía Bắc và Đông Bắc giáp xã Tốt Động; phía Tây và Tây Bắc giáp xã Nam Phương Tiến; phía Đông giáp xã Hữu Văn; phía Tây Nam giáp xã Tân Tiến; phía Nam giáp huyện Lương Sơn, tỉnh Hòa Bình.
Xã Hoàng Văn Thụ có 10 thôn: An Tiến, Công An, Đồi Ngai, Hòa Bình, Thuần Lương, Tiến Văn, Yên Trình (phía gần đê sông Bùi) và Văn Mỹ, Văn Phú, Văn Sơn (phía đường Hồ Chí Minh)